# Aleksander Czekanowski
Aleksander Piotr Czekanowski o Aleksandr Lavrentyevich Chekanovsky ( en ruso: Александр Лаврентьевич Чекановский, 24 de febrero de 1833 - 30 de octubre de 1876) fue un geólogo polaco y explorador de Siberia durante su exilio tras participar en el Levantamiento de enero. Participó y luego dirigió varias expediciones en las que estudió y cartografió la geología de Siberia Oriental. Fue liberado del exilio en 1875 y en 1876 asumió el cargo de custodio en el Museo Mineralógico de la Academia de Ciencias.

## Biografía
Aleksander Czekanowski nació el 12 de febrero de 1833 en Krzemieniec, Volinia. Su padre, Wawrzyniec, regentaba una pensión y era ayudante honorario en el gabinete zoológico de un instituto. Poco después del nacimiento de Alexander, su familia se trasladó a Kiev. En 1850 Alexander empezó a estudiar medicina en la Facultad de Medicina de Kiev. Allí también asistió a conferencias sobre ciencias naturales y participó en excursiones locales, durante las cuales desarrolló un gran interés por la geología. Tras obtener el título de médico en 1855, pero sin inclinarse por la medicina, Czekanowski, de 25 años, se trasladó a Tartu para estudiar mineralogía durante dos años. Fue entonces cuando se unió a la antigua corporación de estudiantes Polonia.
Después de graduarse en 1857, regresó a Kiev, donde comenzó a trabajar en Siemens y Halske, que en ese momento se dedicaba a la construcción de una línea de telégrafo de Rusia a la India. En su trabajo realizaba frecuentes viajes que le brindaban la oportunidad de llevar a cabo investigaciones científicas. Además de su trabajo principal, también sistematizó las colecciones paleontológicas de la Universidad de Kiev.
Poco antes del levantamiento de enero, la élite de la juventud polaca local se reunió en su apartamento. Acusado de participar en el levantamiento, Czekanowski fue detenido y condenado a un exilio indefinido en Siberia, tras lo cual fue enviado a pie desde Kiev a Tobolsk. A su llegada a Tobolsk, fue enviado al exilio en Tomsk, donde contrajo la fiebre tifoidea, cuyas consecuencias fueron trastornos mentales periódicos. Tras recuperarse un poco de la enfermedad, en 1866 fue desterrado a Bratsk, donde se interesó por la geología local. A continuación fue deportado a las cercanías de Chitá, en Zabaykalsky Krai, en Transbaikalie, al oeste del lago Baikal. Durante su deportación comenzó a recoger y clasificar los insectos que encontraba por el camino utilizando una lupa hecha con una garrafa rota. Trasladado a los alrededores de Bratskii Ostrog, en el Angara, vivió en la miseria durante varios años, pero a pesar de la dureza del clima y del duro trabajo entre los campesinos locales, continuó su labor científica proporcionando a los museos académicos colecciones de historia natural. Estudió la geología de la región en torno al Angara y realizó observaciones meteorológicas con instrumentos de diseño propio.
En este momento, el académico Fedor Bogdanovich Schmidt, un conocido de Tartu, lo salvó de esta difícil situación. Habiendo realizado un viaje de negocios de la Academia de Ciencias a Siberia, se enteró del destino de Chekanovski en Irkutsk e informó a destacados científicos en San Petersburgo. Compró una colección de Czekanowski y encargó más, además de proporcionarle libros. Tras utilizar toda su influencia durante dos años, consiguió de las autoridades la liberación de Czekanowski, su traslado de Padun a Irkutsk y su asignación al Departamento de Siberia de la Sociedad Geográfica Rusa. Fue entonces cuando Czekanowski comenzó a explorar la parte sur del óblast de Irkutsk.

### Expediciones a Siberia (1869-1872)
De 1869 a 1875 realizó varias expediciones a Siberia Oriental. para estudiar la estructura geológica de la provincia de Irkutsk. Entre 1869 y 1871, Chekanovski realizó un trabajo sobre el estudio de las montañas Baikal y las tierras siberianas desde Baikal hasta las montañas Yenisei y Sayan, y también estudió la provincia de Irkutsk. En 1869, definió la Cordillera Primorsky (1728 m), que se extiende a lo largo de la orilla occidental del lago Baikal, como una unidad morfográfica independiente. En 1871 junto con Wiktor Godlewski y Benedykt Dybowski exploró la parte norte de la orilla del lago Khövsgöl en Mongolia. Su estancia en Irkutsk estuvo marcada por una serie de descubrimientos científicos que le valieron la gloria de "uno de los geólogos más destacados de Rusia". Publicada en 1872, su monografía sobre la provincia de Irkutsk fue galardonada con una medalla de oro, y las colecciones recogidas en Ust-Baley constituyeron la base de la famosa obra sobre la flora jurásica, escrita por el profesor Geer de la Universidad de Zúrich.

### Investigación entre el río Yenisei y el río Lena (1872-1875)
En 1872, Czekanowski propuso a la Sociedad Geográfica explorar el área entre el Yenisei y elLena, que en ese momento era todavía una "gran mancha blanca" en términos de hidrografía y relieve. La empresa le encargó que dirigiera una pequeña expedición de investigación de dos años de duración, en la que Ferdinand Ferdinandovich Miller fue designado en su plantilla como astrónomo y físico. De 1872 a 1875, los dos exploraron la meseta central de Siberia.
La primera expedición comenzó el 26 de marzo de 1873 cuando Czekanowski fue desde Irkutsk hasta el nacimiento del Lena, donde estudió la estructura geológica de las orillas de los tramos superiores de los ríos Lena y Angara. Cuando comenzó la deriva de hielo en el Angara, el físico Miller y el topógrafo Nakhalny se unieron a él desde Irkutsk. El 12 de mayo, el grupo se trasladó en botes a lo largo del río Angara hasta la cabecera del Bajo Tunguska. Durante los tres meses de verano de 1873, los viajeros rastrearon todo el curso del Bajo Tunguska hasta su desembocadura, trazándolo en un mapa y determinando su longitud (2989 kilómetros). Fue la segunda expedición científica al Bajo Tunguska después de Daniel Messerschmidt (1723). En septiembre de 1873, la expedición, tras cruzar el círculo polar ártico, llegó al Yenisei y el 5 de noviembre había regresado a Irkutsk. El principal resultado de esta expedición fue el descubrimiento de una enorme cubierta de traps (los Traps de Siberia Media), trazada por él a lo largo del valle del Bajo Tunguska a lo largo de más de 1900 kilómetros. Además, en la "Información adicional al mapa del río Tunguska inferior" de Czekanowski por primera vez se describió el territorio a lo largo del río como una meseta - una colina con montañas de mesa características. De hecho, él había hecho el descubrimiento científico de la Meseta de Siberia Central y había descrito el relieve de su parte central.
Se preparó apresuradamente una nueva segunda expedición, que debía cruzar el círculo polar ártico y realizar investigaciones en el río Olenyok, aún desconocido. El 25 de diciembre de 1873, Czekanowski y Miller partieron de Irkutsk con dos guías locales, viajaron a Dolna Tunguska y continuaron hasta los 63° N, antes de continuar hacia el noroeste para llegar a los manantiales del río Vilyuy (66°00′N 104°00′E / 66.000, 104.000). El viaje duró dos meses, y finalmente, en abril, la expedición llegó a las costas de Syurungna (Vilyui). Después de varias semanas de explorar las orillas del lago Yakongna, el 6 de junio de 1874, la expedición llegó a un río bastante importante. Czekanowski había decidido que se trataba del Olenyok, sin embargo, los evenks locales le explicaron que era el Moyero (el afluente derecho del Kotuya procedente de la cuenca del Khatanga), y que el Olenyok se encontraba al noreste. Desde el río Moyero, los dos atravesaron la colina Bukochan, que forma la cuenca baja, y cruzaron al Oleneok unos 150 kilómetros por debajo del nacimiento, y en julio empezaron a descender el río en balsa. A finales de septiembre alcanzaron los 70° 30` N, y cuando el río se congeló continuaron río abajo con rebaños de renos, cruzando la meseta de Siberia Central en dirección noreste y llegando a la desembocadura del río a principios de noviembre. Luego regresaron de nuevo a 70° 30` N, ascendieron por uno de los afluentes derechos del Olenyok, cruzaron la divisoria entre el Olenyok y el Lena y descendieron por este último hasta el pueblo de Bulun. Desde allí en Verkhoyansk llegaron a Yakutsk y en enero de 1875 regresaron a Irkutsk. Czekanowski estableció que no hay montañas altas a lo largo del Olenyok, y según su definición, la longitud del río era de unos 2350 kilómetros (según los últimos datos - 2292 kilómetros). Miller fue el primero en medir las alturas de Siberia Oriental.

### Estudio del río Lena (1875)
Organizando su tercera expedición siberiana, A. L. Czekanowski se proponía "recorrer las orillas del Lena hasta la desembocadura y, si es posible, ir después a la desembocadura del Olenyok desde el mar". Esperaba tener tiempo para realizar una exploración geológica de las orillas del río Lena antes de la llegada del invierno, pero un corto verano frustró sus planes. Desde una barcaza, Czekanowski llevó a cabo una investigación de las orillas del Lena desde Yakutsk hasta Bulun explorando el río Lena en una distancia de unos 1200 kilómetros, desde Yakutsk hasta la desembocadura en el Eyekit, su afluente izquierdo. Al principio, el camino discurrió a lo largo de la profunda y amplia bahía del río Eyekit, y después por la zona de la cuenca rocosa y montañosa situada entre el Lena y el Olenyok y descendiendo por el río Kelimyar hasta el Olenyok. Así descubrió una cadena montañosa de 350 km de longitud (cuyo punto más alto se encuentra a 432 m), que más tarde recibió el nombre de Chekanovski por sugerencia de Eduard Toll. Desde el Kelimyar trazó el curso del Olenyok hasta su desembocadura. El 26 de agosto desde la cima del monte Karanchat vieron el océano. El 18 de septiembre la expedición ya estaba en Bulun, tras haber cruzado a salvo el helado Lena. La expedición llegó a Verkhoyansk con ayuda de renos desde donde atravesaron las montañas y la tundra llegando a Irkutsk el 20 de diciembre de 1875.
Así terminaron las tres expediciones de A. L. Czekanowski, cuyos resultados zoológicos fueron reconocidos como "los más ricos de cuantos se han realizado en Siberia". Los informes de la expedición, ricos en contenido, al ser traducidos a diferentes idiomas, pasaron a ser propiedad de la ciencia, y los mapas compilados por él cambiaron y complementaron significativamente la cartografía de la Rusia asiática. "Escribió los primeros datos fiables sobre la geología de esta región (1873), el curso meridional del Lena y la región de Olenyok (1874-75). También descubrió yacimientos de carbón y grafito sobre el curso inferior del río Tunguska.

### Años finales (1875-1876)
Al regreso de su última expedición, recibió la noticia de que había sido amnistiado, y volvió a San Petersburgo, para ocuparse del tratamiento de los materiales recogidos por él durante las expediciones desde el punto de vista de la geografía, la geología y la paleontología. Ese mismo año presentó a la Academia de Ciencias el proyecto de una expedición en la que se proponía explorar geológicamente todos los grandes ríos siberianos en el territorio comprendido entre el Yenisei, el Lena, el Anabar, el Khatanga y el Pyasina. Sin embargo, el equipamiento de la expedición requería grandes sumas de dinero, y el proyecto de Czekanowski encontró serias objeciones. Esto provocó una exacerbación de su trastorno mental y el 18 (30) de octubre de 1876 Czekanowski se suicidó tomando una gran dosis de veneno. Sus materiales no se publicaron hasta 1896 bajo el título ' Diario de la expedición por los ríos Nizhny Tunguska, Olenek y Lena en 1873-1875 "" (San Petersburgo, 1896). Sus colecciones botánicas y zoológicas han sido objeto de estudio de numerosos científicos desde entonces.

## Premios y honores
En 1870 recibió una medalla de oro de la Sociedad Geográfica Rusa. También recibió una medalla en 1875 del Congreso Geográfico Internacional en París por su cartografía de Siberia Oriental.
Su nombre fue dado a la cordillera en Siberia entre los ríos Lena y Olenyok - montañas Czekanowski (ruso: Чекановского Кряж), al pico Czekanowski (ruso: Пик Чекановского) - de 2069 m, uno de los picos más altos de las montañas Khamar-Daban; calles en Lublin, Pruszcz Gdański y en Zielona Góra. En su honor, el extinto ginkgo del género Czekanowskia y un ammonite de principios del Triásico Prosphingites Czekanowskii 
Entre los taxones extinguidos que llevan el nombre de Czekanowski se encuentran:
- Agnostus Czekanowskii Schmidt, 1886 - Trilobites del Cámbrico medio, norte de Siberia.
- Triangulaspis Czekanowskii (Toll, 1899) - Trilobites del Cámbrico inferior, Siberia oriental.
- Angarocanis Czekanowskii (Schmidt, 1886) – Euriptérido del Silúrico, Siberia.
- Primitia Czekanowskii Schmidt, 1886 – Ostrácodo del Silúrico, Siberia.
- Modiola Czekanowskii Lahusen, 1886 – mejillón del Jurásico medio, Siberia.
- Oxytoma Czekanowskii Teller, 1886 - almeja del Triásico tardío, norte de Rusia.
- Bellerophon Czekanowskii Schmidt, 1858 - caracol, costa sur del Golfo de Finlandia
- Epiczekanowskites Popov, 1961 – Amonita del Triásico medio, Rusia.
- Polyptychites tshekanovskii Pavlow, 1914 – Amonita del Cretácico inferior, Siberia Oriental.
- Palaeniscinotus Czekanowskii Rohon, 1890 – Peces del Cretácico inferior, Siberia.
- Sorocaulus szekanowskii (Schmalhausen, 1879) – Pérmico, Equisetum (cola de caballo), Siberia.
- Asplenium Czekanowskii (Schmalhausen, 1879) – Pérmico, Pteridofita (incluidos helechos y licofitas), Siberia

Su nombre también lo llevan varias plantas y animales contemporáneos:
- Aconitum Czekanovskyi
- Oxytropis Czekanowskii[5]
- Saxifraga Czekanowskii[6]
- Myosotis Czekanowskii
- Papaver Czekanowskii
- Un alerce híbrido: Larix × czekanowskii
- Un pez Phoxinus Czekanowskii[7] (sinónimo de Rhynchocypris Czekanowskii )[8] (Piscardo de Czekanowski)
- Dendryphantes Czekanowskii  (una araña)
- Hiperbórea Czekanowskii
- Tropodiaptomus Czekanowskii[9] (un crustáceo )
- Scoliocentra czekanowskii

## Otras lecturas
- Stanislaw, Czarniecki (1970–1980). «Czekanowski, Aleksander Piotr». Dictionary of Scientific Biography 3. New York: Charles Scribner's Sons. pp. 529-530. ISBN 978-0-684-10114-9.
- Wójcik Z. Aleksander Czekanowski: sketches about people, science and adventure in Siberia. – Lublin: Wydawnictwo Lubelskie, 1982.
- Александр Лаврентьевич Чекановский.
- Чекановский Александр Лаврентьевич.
- Магидович, И. П. и В. И. Магидович, Очерки по истории географических открытий, 3-то изд. в 5 тома, М., 1982 – 86.
- Т. 4 Географические открытия и исследования нового времени (ХІХ – начало ХХ в.), М., 1985, стр. 101–104.
- Regulski Aleksander: Aleksander Czekanowski. 1877.
- Bolchaïa Sovietskaïa Encyklopedia vol. 29, Moscow 1978.
- Chekanovsky, Alexander Lavrentievich – article from the Great Soviet Encyclopedia.
- Chekanovsky Alexander Lavrentievich  – biography on the site hrono.ru.
- Smolyannikov S.A. In the wake of the secrets of the three captains (inaccessible link). – The name of Alexander Chekanovsky on the map of the Far North. Date of treatment February 14, 2012. Archived May 19, 2012.
- Plahotnik A. “On the importance of the data obtained”  // Around the World. – 1983. – No. 9.
- Bibliography of A. L. Chekanovsky in the Information System “History of Geology and Mining”, GIN RAS.
- Czekanowsky, Aleksander in the Nordic Family Book (second edition, 1906)

- Datos: Q2641356
- Multimedia: Aleksander Czekanowski / Q2641356
- Especies: Aleksander Piotr Czekanowski